# Яшенка
Яшенка — поселок в составе Труслейского сельского поселения Инзенского района Ульяновской области. 

## География
Находится на расстоянии примерно 4 километра на северо-восток по прямой от районного центра города Инза. 

## История
Образовался в период коллективизации, когда сюда выселяли раскулаченных жителей села Труслейка. В 1990-е годы работали отделение СПК «Инзенский» и лесопитомник Инзенского лесхоза .

## Население
Население составляло 13 человек в 2002 году (русские 85%), 4 по переписи 2010 года.